# 1, 2, to the Bass
1, 2, to the Bass è un album di Stanley Clarke pubblicato dalla Epic nel 2003.

## Tracce
1. 1, 2, to the Bass – 5:55 (Stanley Clarke, Q-Tip e Myron McKinley) – con Q-Tip
2. Simply Said – 4:35 (Stanley Clarke)
3. Where is the Love – 4:06 (Ralph McDonald e William Salter) – con Glenn Lewis ed Amel Larrieux
4. Anna (she Loves the Good Life) – 5:02 (Stanley Clarke)
5. Los Caballos (the Horses) – 4:41 (Stanley Clarke)
6. Just Cruzin' (en hommage à Wes Montgomery, George Benson and Pat Martino) – 4:27 (Stanley Clarke)
7. 'bout the Bass – 7:32 (Stanley Clarke e Myron McKinley)
8. Hair – 5:14 (Larry Graham, Jr.)
9. Touch – 6:04 (Stanley Clarke) – registrata dal vivo allo Yoshi
10. All the Children/Todos Los Niños – 4:57 (Stanley Clarke)
11. I shall not be moved – 6:38 (testo: Maya Angelou – musica: Stanley Clarke)
12. Shanti · Peace · Paz · Shalom[1] – 5:54 (Dr. L. Subramaniam e Stanley Clarke)

## Musicisti

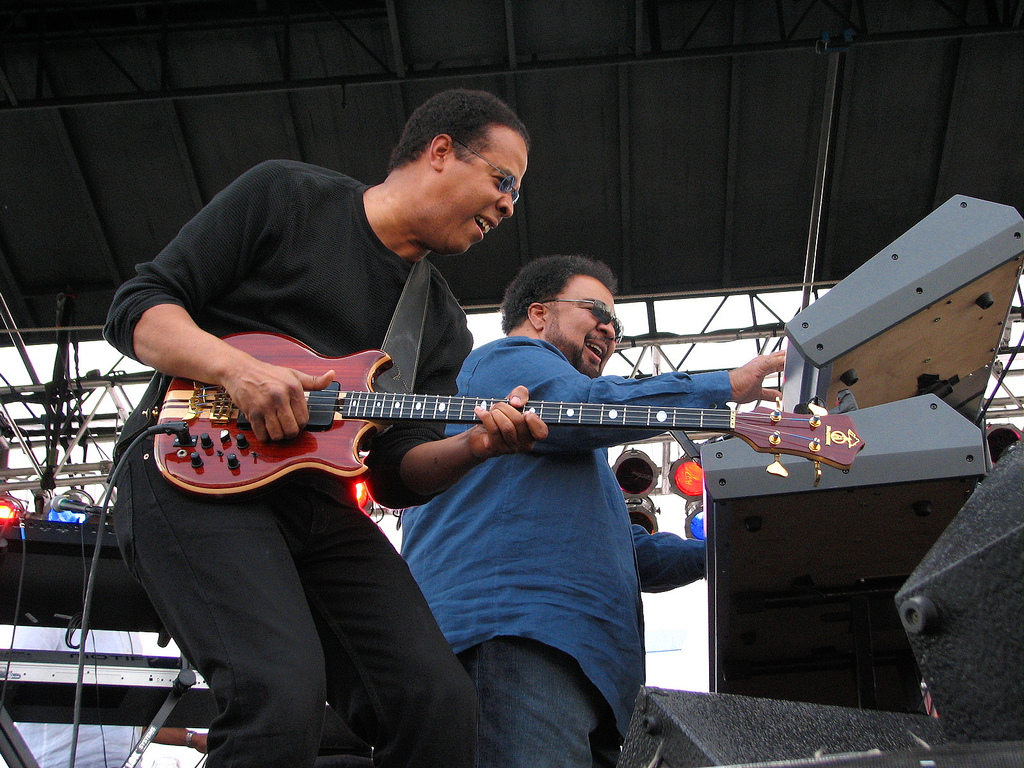
Clarke e Duke.

- Stanley Clarke: basso elettrico, arrangiamento e direzione archi
- Myron McKinley: tastiera (tracce 1, 7)
- Reggie Hamilton: basso elettrico (traccia 4)
- James Earl: basso elettrico (tracce 5, 10)
- Paul Jackson: chitarra (traccia 4)
- Michael Thompson: chitarra (tracce 2, 5, 10)
- Gerry Brown: batteria (tracce 1, 4, 5, 6)
- Everette Harp: sassofono (tracce 1, 2, 4, 8)
- Doug Webb: sassofono (tracce 1, 2, 4, 8)
- Michael Hunter: tromba (tracce 1, 2, 4, 8)
- Nicholas Lane: trombone (tracce 1, 2, 4, 8)
- Reggie Young: trombone (tracce 2, 4, 8)
- Hubert Laws: flauto (tracce 2, 4)
- Ira Hearshen: arrangiamento e direzione archi (tracce 3, 4, 7)
- Q-Tip: voce (traccia 1)
- Bob Leatherbarrow: vibrafono (traccia 2)
- John Robinson: batteria (tracce 2, 8)
- Genn Lewis: voce (traccia 3)
- Amel Larrieux: voce (traccia 3)
- George Duke: piano Wurlitzer (traccia 3) e tastiera (traccia 8)
- Joe Satriani: chitarra elettrica (traccia 8)
- Armand Sabal-Lecco: basso elettrico (traccia 8)
- Dr. L. Subramaniam: violino (traccia 10)
- Vinnie Colaiuta: batteria (traccia 10)
- Oprah Winfrey: voce recitante (traccia 11)